# 雄冬岬

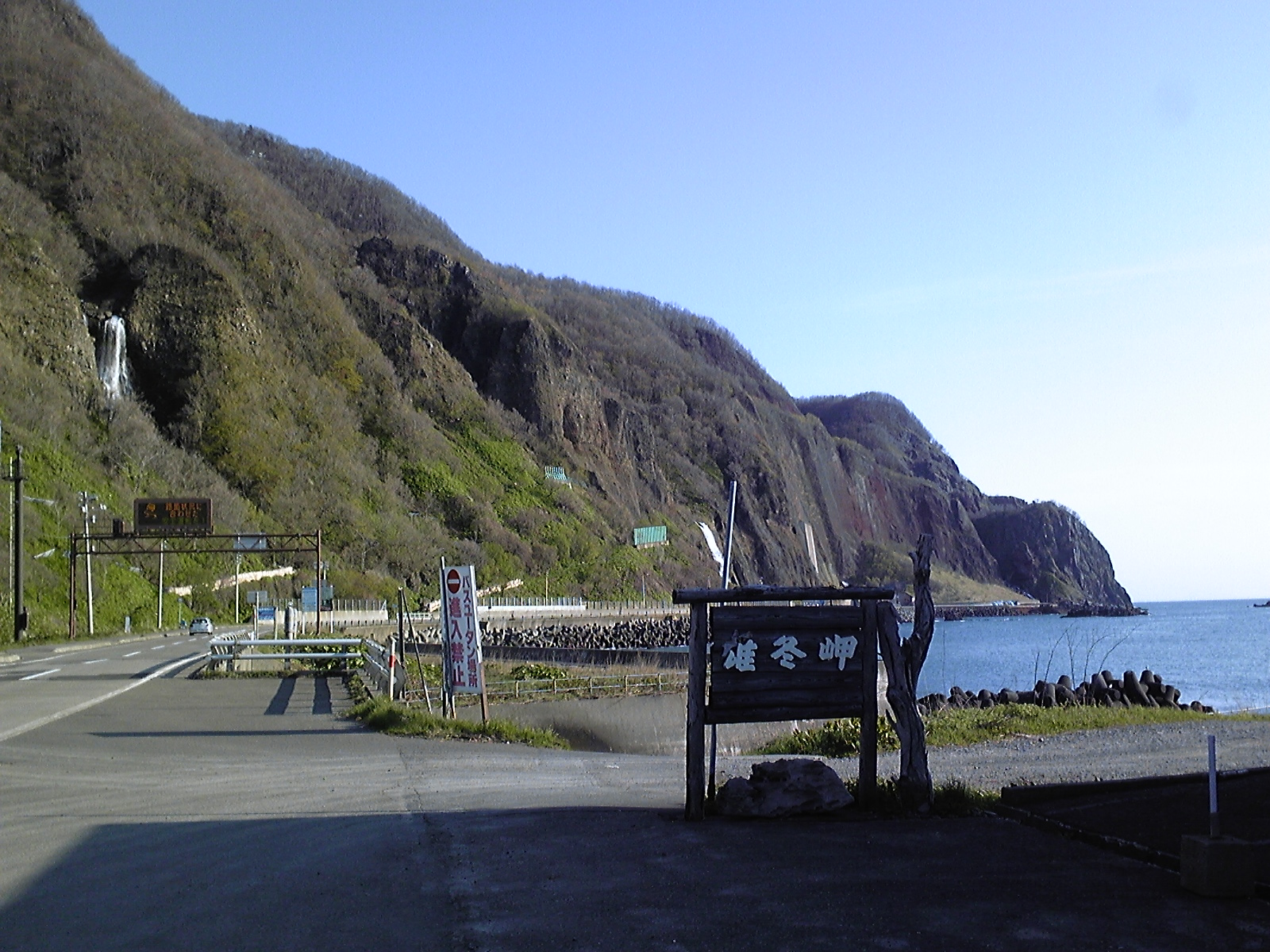
雄冬集落からの雄冬岬

雄冬岬（おふゆみさき）は、北海道石狩市浜益区の国道231号線沿いの雄冬海岸に位置する断崖の中にある岬。
この地域一帯は厳しい断崖絶壁に位置しており、道路が未整備で訪問が著しく困難であったことから、かつては「陸の孤島」と呼ばれ、また室蘭市の地球岬・根室市の落石岬と並んで「北海道三大秘岬」の一つとされていた。
なお岬自体は石狩市に所在するが、東側に隣接する増毛町雄冬集落に「雄冬岬展望台」が設けられている。

## 地名の由来
ヲフイ
周辺一帯を指す名称。語源はアイヌ語のウフイ ('uhúy) で、日本語に訳すと「燃える」となる。あるいは「ウフイ」を "'uhúy-p" と考えることもでき、その場合の日本語訳は「燃えるところ」となる。
『増毛町史』での解釈によると、周辺の海岸は断崖続きで、船の航行時には遭難のおそれがつきまとう場所のため、岬で火を燃やして灯台の役割をさせたとしている。また上原熊次郎の『蝦夷地名考併里程記』では「かつて落雷により浜辺が焼けたため」、山田秀三の『北海道の地名』では「海岸に赤い崖が続くため」とされている。
カムイアハ
岬と、その先端にある洞窟を指す名称。語源はアイヌ語のカムイアパ (kamuy-'apa) で、日本語に訳すと「神の入口」となる。
雄冬岬では急に風向きが変わり、たびたび丸木舟の遭難を招いたことから、この神は魔神の類であり、「魔の入口」という意味で呼称されたと思われる。
また "'apa" は単なる入口や戸口だけでなく、「あの世への入口」という意味も持っており、海食崖にできた洞窟には死者と邂逅するアイヌの伝承がしばしば見受けられる。この「カムイアハ」にもそうした側面がある可能性が考えられる。
タンパケ
岬の最突端を指す名称。日本語に訳すと「刀頭」となる。
青森県の竜飛崎と語源を同じくする。

## 滝
雄冬岬北側の海食崖には、3筋の滝がある。北から、すなわち雄冬集落から見た順に以下の名称がつけられていた。
1. こっち側の滝、こっちはしの滝、こっちの滝
2. なかの滝（中の滝）
3. 向こうの滝、あっちはしの滝、あっちの滝

1970年（昭和45年）に当地を訪れた作詞家の時雨音羽が、「中の滝」に「音羽の滝」、「こっち側の滝」に「時雨の滝」と命名したことがあったが、定着しなかった。
1981年（昭和56年）、国道231号の全面開通を記念して、「中の滝」は白銀（）の滝と命名された。
また、「こっち側の滝」についても観光案内等では「銀河の滝」の名称が使われている。

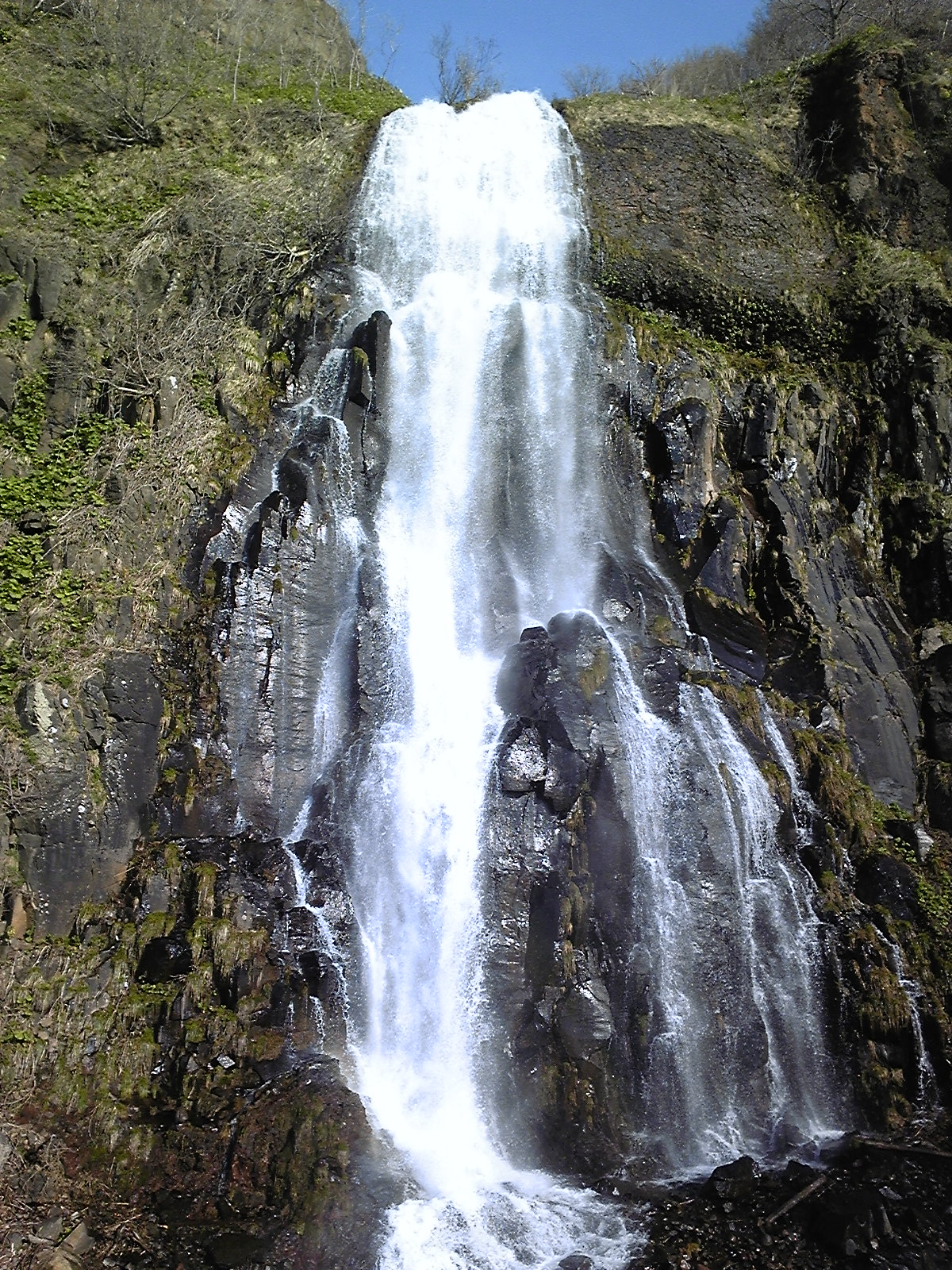
白銀の滝
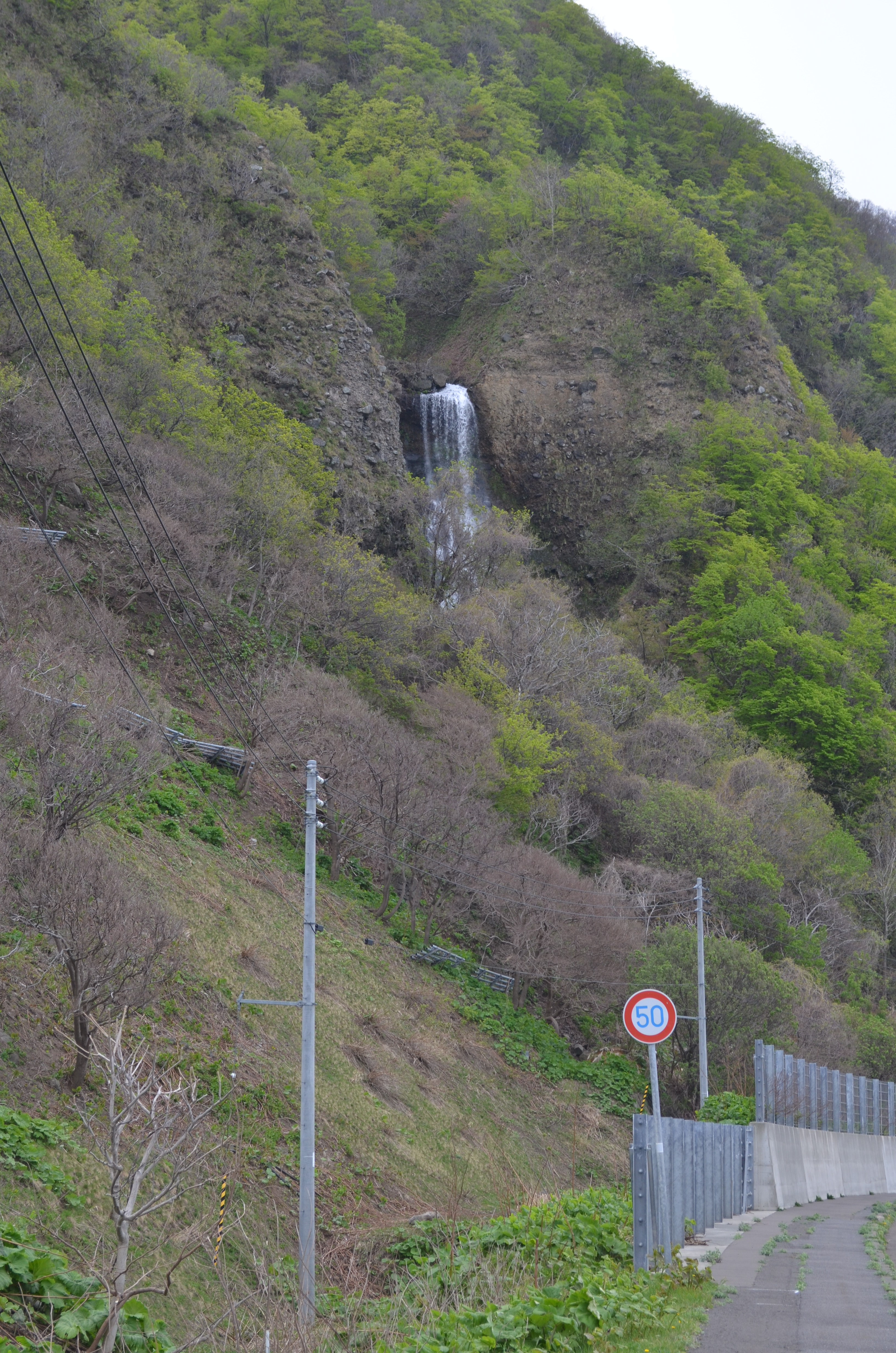
銀河の滝